# منشیان
منشیان با نام محلی میشون ، روستایی از توابع براآن شمالی واقع در بخش مرکزی شهرستان اصفهان در استان اصفهان ایران است.
این روستا در مسیر جاده اصفهان ورزنه واقع شده است.از شمال به روستای حسین آباد، از غرب به روستای باچه، از جنوب به روستای مهدی آباد و از شرق به روستاهای کاج و جوزدان منتهی می شود. 
در قدیم یک شهر قدیمی و یک بازار خشتی در روستای منشیان واقع بوده است که از آن چیزی جز نام تیمچه در کنار امامزاده موسی باقی نمانده است.خرابه های روستای جوزدان نیز در همان دوره ای که این بازارچه بدست متجاوزین ازبین رفته برجا مانده است.
مطابق با اسناد تاریخ از جمله گشا، ج۱، ص۲۸۹، با مقدمه سعید نفیسی، تهران ۱۳۶۳ش، این سرزمین در سال ۱۱۳۴ شاهد لشکر کشی محمود افغان و در سال ۱۱۹۹ جنگ علی‌قلی خان کازرونی با اسمعیل‌خان عرب و در سال ۱۲۰۱ شاهد نبرد محمد خان زند با جعفرقلی خان قاجار بوده است .
با توجه به فاصله کم این روستا تا شهر اصفهان میزان رشد و ترقی امکانات این منطقه نسبت به سایر روستا های براآن شمالی بیشتر بوده است، استقرار پمپ بنزین (مرکز خدمات رفاهی فارسی نژاد) همچنین درمانگاه و داروخانه و فروشگاه های بزرگ باعث اقبال ساکنین براآن شمالی از این روستا گردیده است. بگونه ای که جمعیت قابل توجه این روستا و تعداد خانوار مستقر در آن حتی از جمعیت مرکز دهستان یعنی روستای دستجاء هم بیشتر است 
عمده شغل اهالی با توجه به خاک مرغوب کشاورزی غلات است و بعد از آن دامداری است.
که بدلیل خشکیدن رودخانه زاینده رود و خشکسالی های اخیر جهت امرار معاش و تامین مخارج ضروری زندگی خود به ساخت و ساز باغ ویلا در زمین های کشاورزی خود روی آورده اند. بیماری اقلیمی= سالک
مرکز دهستان= دستجاء

## جمعیت
این روستا در دهستان براآن شمالی قرار دارد و براساس سرشماری مرکز آمار ایران در سال ۱۳۸۵، جمعیت آن ۷٬۳۴۵ نفر (۵۷۶خانوار) بوده‌است.